# Jeroen Van Den Broeck
Jeroen Van Den Broeck (Borgerhout, 16 februari 1989 – 23 november 2017) was een Belgisch voetballer die als verdediger onder meer voor AGOVV Apeldoorn speelde.

## Carrière
Jeroen Van Den Broeck speelde in de jeugd van KFC Verbroedering Geel. Nadat hij op vakantie in Spanje werd gescout vertrok hij naar Rangers FC, waar hij twee jaar in de jeugdopleiding speelde. In 2008 tekende hij na een proefperiode een amateurcontract bij AGOVV Apeldoorn. Hij debuteerde in de Eerste divisie op 15 september 2008, in de met 2-1 verloren uitwedstrijd tegen BV Veendam. Hij speelde in totaal vier competitiewedstrijden en één bekerwedstrijd voor AGOVV in het seizoen 2008/09. In het seizoen erna kwam hij niet meer in actie in Apeldoorn, en in 2010 vertrok hij transfervrij naar KFC De Kempen Tielen-Lichtaart. Hierna speelde hij nog voor Hoogstraten VV, KFC Sint-Lenaarts, KVC Houtvenne, SC City Pirates Antwerpen en KVVOG Vorselaar.
Van Den Broeck maakte in november 2017 op 28-jarige leeftijd een einde aan zijn leven.

### Statistieken
| Seizoen                   | Club            | Land           | Competitie      | Competitie | Competitie | Beker | Beker | Totaal | Totaal |
| Seizoen                   | Club            | Land           | Competitie      | Wed.       | Dlp.       | Wed.  | Dlp.  | Wed.   | Dlp.   |
| ------------------------- | --------------- | -------------- | --------------- | ---------- | ---------- | ----- | ----- | ------ | ------ |
| 2008/09                   | AGOVV Apeldoorn | Nederland      | Eerste divisie  | 4          | 0          | 1     | 0     | 5      | 0      |
| 2009/10                   | AGOVV Apeldoorn | Nederland      | Eerste divisie  | 0          | 0          | 0     | 0     | 0      | 0      |
| 2010/11                   | KFC De Kempen   | België         | Vierde klasse C | 12         | 0          | 0     | 0     | 12     | 0      |
| 2011/12                   | Hoogstraten VV  | België         | Derde klasse B  | 1          | 0          | 0     | 0     | 1      | 0      |
| Carrièretotaal            | Carrièretotaal  | Carrièretotaal | Carrièretotaal  | 5          | 0          | 1     | 0     | 6      | 0      |
| Bijgewerkt op 31 mei 2020 |                 |                |                 |            |            |       |       |        |        |